# Рупорная антенна

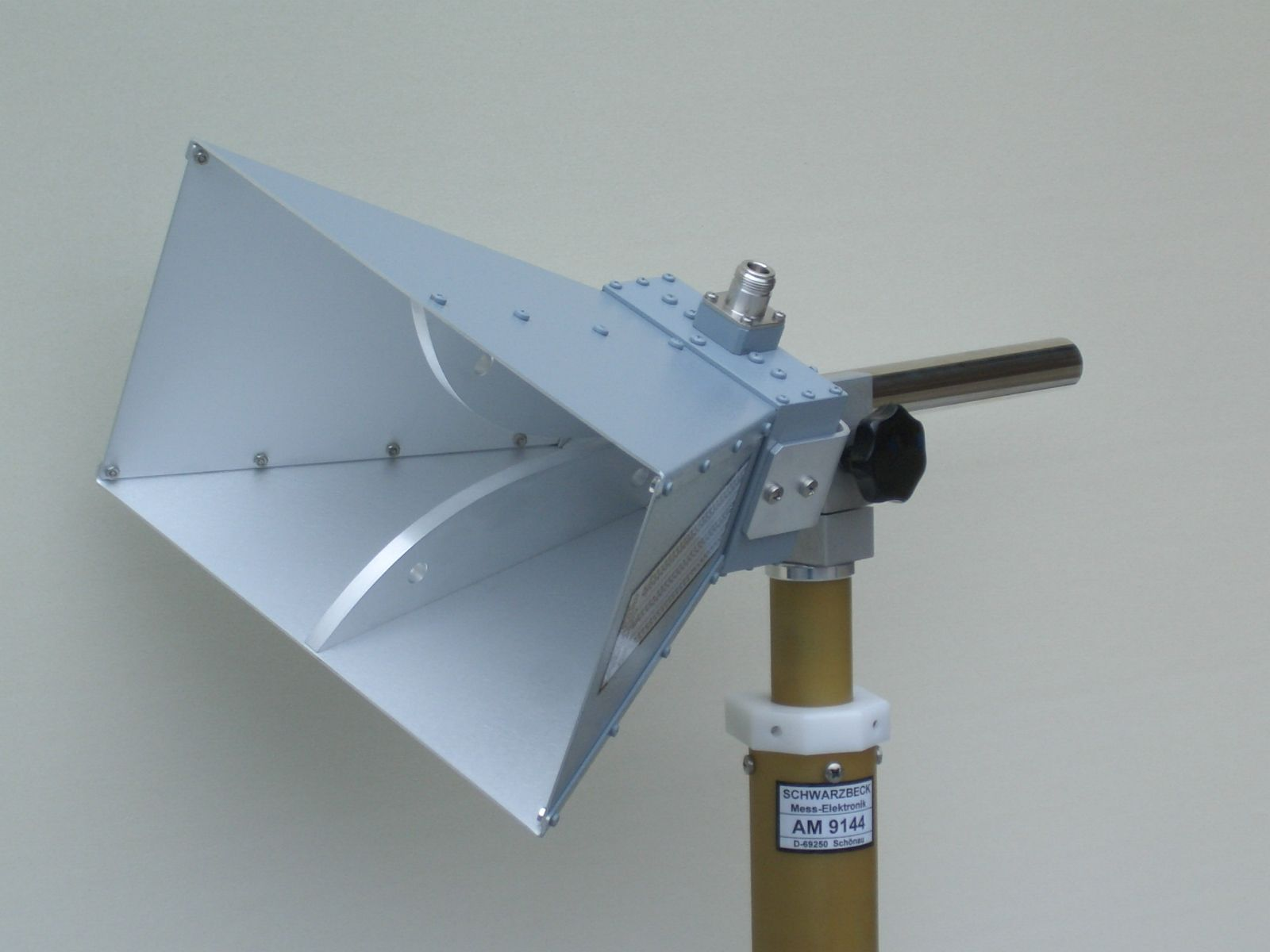
Широкополосная измерительная рупорная антенна на частоты 0,8—18 ГГц

Рупорная антенна — металлическая конструкция, состоящая из волновода переменного (расширяющегося) сечения с открытым излучающим концом. Как правило, рупорную антенну возбуждают волноводом, присоединённым к узкому концу рупора. По форме рупора различают E-секторальные, H-секторальные, пирамидальные и конические рупорные антенны.

## Свойства
Рупорные антенны очень широкополосны и весьма хорошо согласуются с питающей линией — фактически, полоса антенны определяется свойствами возбуждающего волновода. Для этих антенн характерен малый уровень задних лепестков диаграммы направленности (до −40 dB) из-за того, что мало затекание ВЧ-токов на теневую сторону рупора. Рупорные антенны с небольшим усилением просты конструктивно, но достижение большого (>25 dB) усиления требует применения выравнивающих фазу волны устройств (линз или зеркал) в раскрыве рупора. Без подобных устройств антенну приходится делать непрактично длинной.

## Применение
Рупорные антенны применяют как самостоятельно, так и в качестве облучателей зеркальных и других антенн. Рупорную антенну, конструктивно совмещённую с параболическим отражателем, часто называют рупорно-параболической антенной. Рупорные антенны с небольшим усилением из-за удачного набора свойств и хорошей повторяемости часто используются в качестве измерительных.
На радиотелескопе в Холмдейле (Рупорно-параболическая антенна в Холмдейле), представляющем собой радиометр Дикке на основе рупорно-параболической антенны, Арно Пензиас и Роберт Вудроу Вильсон в 1965 году открыли реликтовое излучение.

## Характеристики и формулы

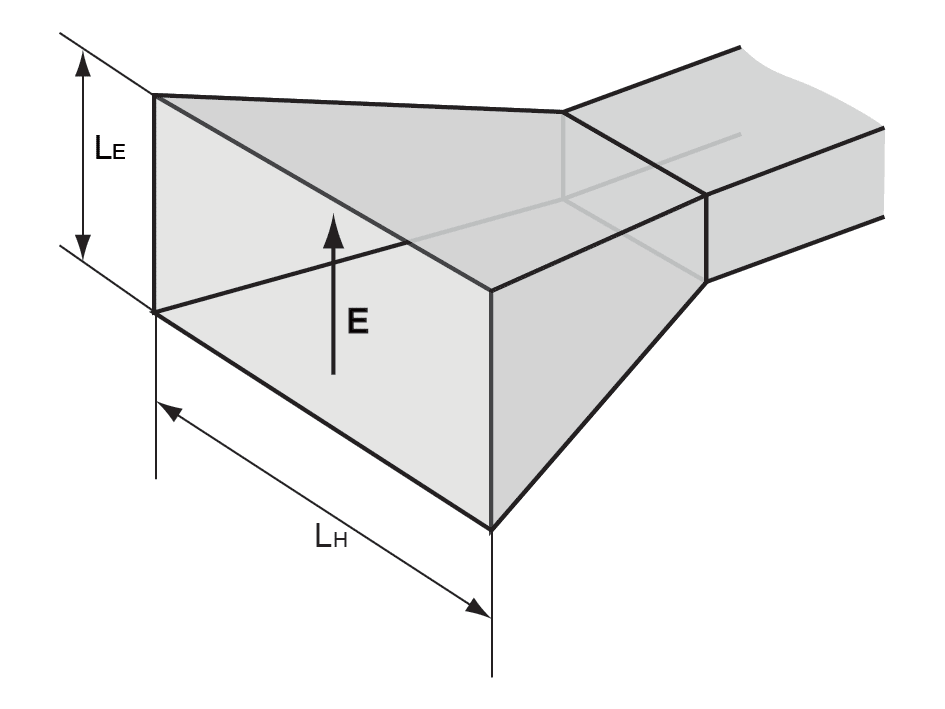
Пирамидальная рупорная антенна

Усиление рупорной антенны определяется площадью её раскрыва и может быть рассчитано по формуле:
{\displaystyle D=4\pi {\frac {S}{\lambda ^{2}}}\nu }, где {\displaystyle S=L_{E}L_{H}} — площадь раскрыва рупора, {\displaystyle \nu } — КИП (коэффициент использования поверхности рупора), равный 0,6 для случая, когда разность хода центрального и периферийного лучей менее, но близка к {\displaystyle \pi /2}, и 0,8 при применении выравнивающих фазу волны устройств.
Ширина главного лепестка ДНА по нулевому излучению в плоскости H:
{\displaystyle 2\phi _{0H}=170^{\circ }{\frac {\lambda }{L_{H}}}}
Ширина главного лепестка ДНА по нулевому излучению в плоскости E:
{\displaystyle 2\phi _{0E}=115^{\circ }{\frac {\lambda }{L_{E}}}}
Так как при равенстве {\displaystyle L_{E}} и {\displaystyle L_{H}} ДНА в плоскости Н получается в 1,5 раза шире, часто для получения одинаковой ширины лепестка в обоих плоскостях выбирают
{\displaystyle L_{H}=1{,}5L_{E}}
Для удержания фазовых искажений в раскрыве рупора в допустимых пределах (не более {\displaystyle \pi /2}) необходимо, чтобы выполнялось условие (для пирамидального рупора):
{\displaystyle {\frac {\pi }{4\lambda }}\left({\frac {L_{E}^{2}}{R_{E}}}+{\frac {L_{H}^{2}}{R_{H}}}\right)\leqslant {\frac {\pi }{2}}}, где {\displaystyle R_{E}} и {\displaystyle R_{H}} — высоты граней пирамиды, образующей рупор.

## Типы рупорных антенн

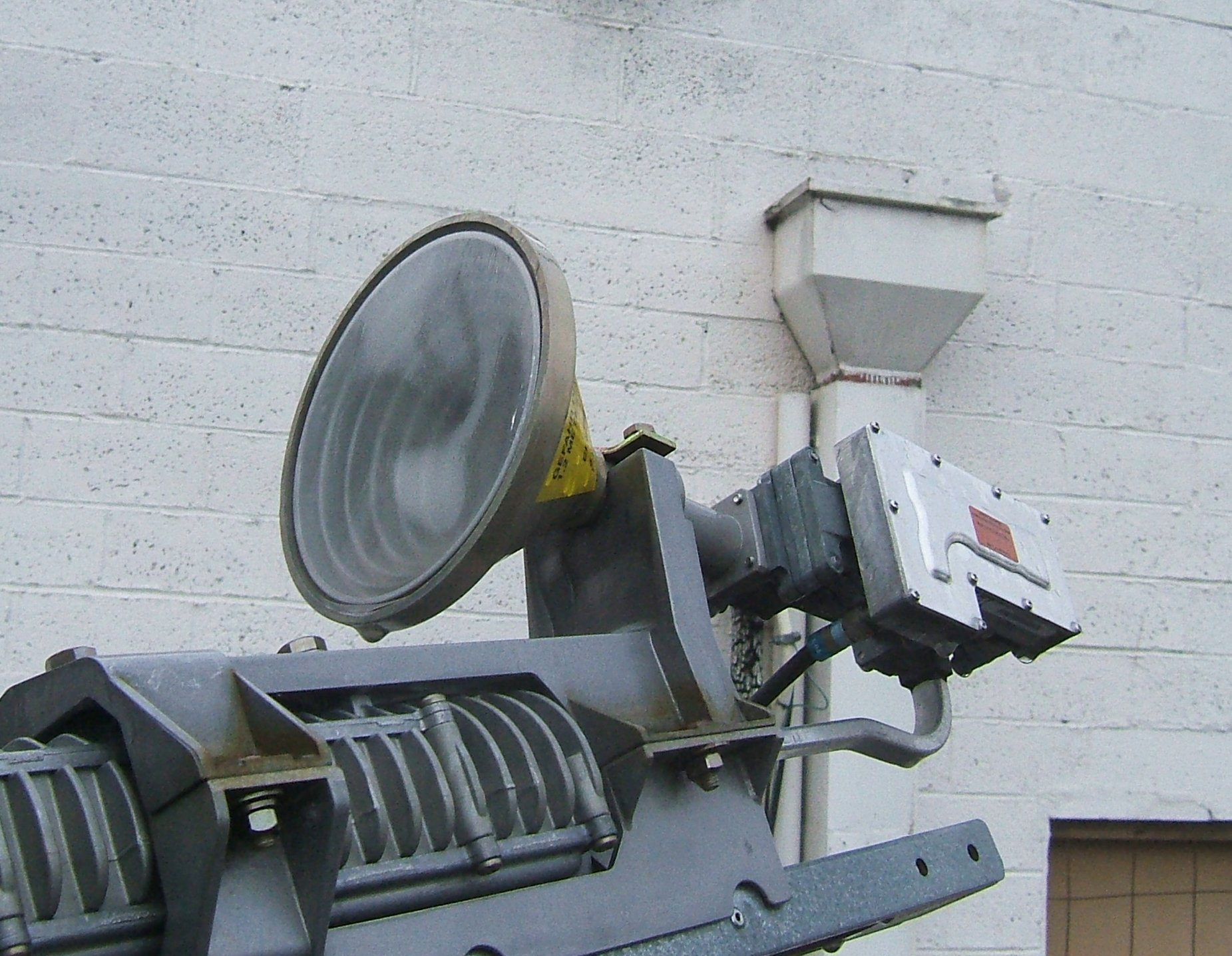
Облучатель параболической антенны в виде конического рупора с канавками

- Пирамидальный рупор — антенны в форме четырёхгранной пирамиды, с прямоугольным сечением. Они являются наиболее широко используемым типом рупорных антенн. Излучает линейно-поляризованные волны.
- Секторальный рупор — пирамидальные рупора с расширением только в одной плоскости Е или Н.
- Конический рупор — раскрыв в форме конуса с круглым сечением. Используются с цилиндрическими волноводами для получения волны с круговой поляризацией.
- Гофрированные рупоры — раскрыв рупоров с параллельными щелями или канавки, малой по сравнению с длиной волны. Канавки покрывают внутреннюю поверхность рупора поперёк оси.

Гофрированные рупоры имеют более широкую полосу пропускания, меньший уровень боковых лепестков и кросс-поляризации. Они широко используются в качестве облучателей для спутниковых параболических антенн и радиотелескопов.

## Рупорно-параболическая антенна
Рупорно-параболическая антенна — тип антенны, в которой конструктивно связаны парабола и рупор. Преимуществом этой конструкции по сравнению с рупорной является низкий уровень боковых лепестков и узкая диаграмма направленности. Недостатком — больший вес, чем в параболических антеннах. Примером использования является рупорно-параболическая антенна в космической станции Мир, антенны для радиорелейных станций.
Рупорно-параболические антенны

## Настройка антенны
Настройка КСВ антенны производится в её волноводной части или в КВП выбором положения и размеров запитки КВП. Настройка в волноводной части производится штырями или диафрагмами.